# Klemzig
Klemzig ist ein Vorort von Adelaide in South Australia mit etwa 6.700 Einwohnern (Stand 2021). Dieser 1838 gegründete Ort war die erste deutsche Siedlung in Australien. Die Aussiedler verließen das damalige preußische Klemzig, das heute in Polen liegt und Klępsk heißt, wegen religiöser Zwistigkeiten mit der Obrigkeit Preußens. Das australische Dorf Klemzig war auch der Ausgangspunkt für weitere deutsche Siedlungen wie beispielsweise Lobethal, Hahndorf und  Bethany.  

## Auswanderungsgrund
Der preußische König Friedrich Wilhelm III. wollte die lutherische und die reformierte Kirche zur Kirche der Altpreußischen Union vereinen, während Menschen im Gebiet von Klemzig weiterhin in der altlutherischen Kirche verbleiben wollten. Daher gab es Auseinandersetzungen mit der Obrigkeit, die nicht einlenkte und Strafen androhte, woraufhin sich einige der Altlutheraner zur Auswanderung entschlossen.

## Auswanderung
Initiator und Führer der Auswanderung aus Preußen war Pastor August Ludwig Christian Kavel (1798–1860) und auf australischer Seite unterstützte George Fife Angas das Vorhaben, der maßgeblich an der Gründung der britischen Kolonie South Australia beteiligt war.
Angas war in den Jahren der Bundesstaatsgründung einer der größten Landbesitzer in South Australia und Direktor der British Colonial Bank, der Loan Company und ein Komitee-Mitglied der South Australian Company. Als Angus in Großbritannien lebte, hatte er Geschäftsbeziehungen mit der lutherischen Mission in Dresden, die Pastoren zur Missionierung der Aborigines nach Australien entsandt hatte.
Am 8. Juni 1838 verließen über 200 Einwohner auf Lastkähnen über Tschicherzig an der Oder ihre deutsche Heimat Richtung Hamburg, das sie am 6. Juli erreichten und segelten auf der Bengalee und Prinz Georg nach Australien, wo die Bengalee am 18. November mit den ersten 21 Deutschen und die restlichen am 20. November in Port Adelaide ankamen. Weitere 600 Einwohner Brandenburgs, darunter Landwirte, Handwerker, Angestellte, Lehrer und Geistliche aus der ostbrandenburgischen Region von Züllichau, Schwiebus, Möstchen, Skampe, Muschten, Friedrichsfelde, Klippendorf, Kay, Rissen, Jehser, Rentschen, Palzig und Nickern folgten ihnen und gründeten Hahndorf und Glen Osmond.
In Australien siedelten die ersten Aussiedler auf 60 ha am Ufer des River Torrens, wo sie Wohnhäuser, die Kirche und das Schulgebäude von Klemzig errichteten und Gemüseanbau betrieben, ihr Brot selbst herstellten und in der nahegelegenen Stadt arbeiteten.
Die ersten Siedler erhielten einen Kredit von £ 1,200 zu 15 % Zinsen und einen Pachtvertrag über sieben Jahre von 5 Shilling jährlich je Acre. Zunächst waren sie bei den englischen Siedlern nicht willkommen, aber diese änderten ihre Meinung und der Gouverneur George Gawler wünschte sich sogar weitere hunderttausend von ihnen ins Land.

## Erinnerung
Zur Erinnerung an ihre Heimat nannten sie den Ort Klemzig. Unter den Auswanderern, die Klemzig verließen, war Johann Fiedler, der 1838 nach South Australia kam und in Bethany ab 1847 erstmals Weinbau betrieb und Joseph Ernst Seppelt, der 1850 nach Australien kam und einer der bekanntesten frühen Weinanbauer Australiens wurde und auch Tabak und Weizen anbaute.
Während des Ersten Weltkriegs kam es zu antideutschen Stimmungen in Australien und Klemzig wurde umbenannt, wie zahlreiche andere von Deutschen gegründete Orte. Der Ort erhielt den Namen Gaza zur Erinnerung an die Schlacht bei Megiddo (1918), die die Briten unter maßgeblicher Rolle australischer Truppen gewannen.
Im Jahr 1935 wurde der Ort entsprechend dem South Australia's Nomenclature Act of 1935 zu Klemzig rückbenannt und behielt den Namen auch während des Zweiten Weltkriegs. Der dortige Footballclub behielt allerdings bis heute den Namen Gaza.
An dem Ort, an dem das erste deutsche Lutherische Kirchengebäude von Australien stand, befindet sich heute der „Klemzig Pioneer Cemetery“, ein Friedhof auf dem ein nachgebildeter Glockenturm an die frühe Besiedlung erinnert.